# ستون مدور یادگاری ابلیسک
ستون مدور یادگاری ابلیسک مربوط به سدهٔ ۹ ه.ق است و در مراغه، خیابان دانشسرا، روبروی بیمارستان سینا واقع شده و این اثر در تاریخ ۱ فروردین ۱۳۴۷ با شمارهٔ ثبت ۷۹۰ به‌عنوان یکی از آثار ملی ایران به ثبت رسیده است.